# سد هوای هو
سد هوای هو (به لاتین: Houay Ho Dam) یک سد خاکی در ویتنام است که در Attapeu Province, Laos واقع شده‌است.